# Johanneskirche (Hennen)

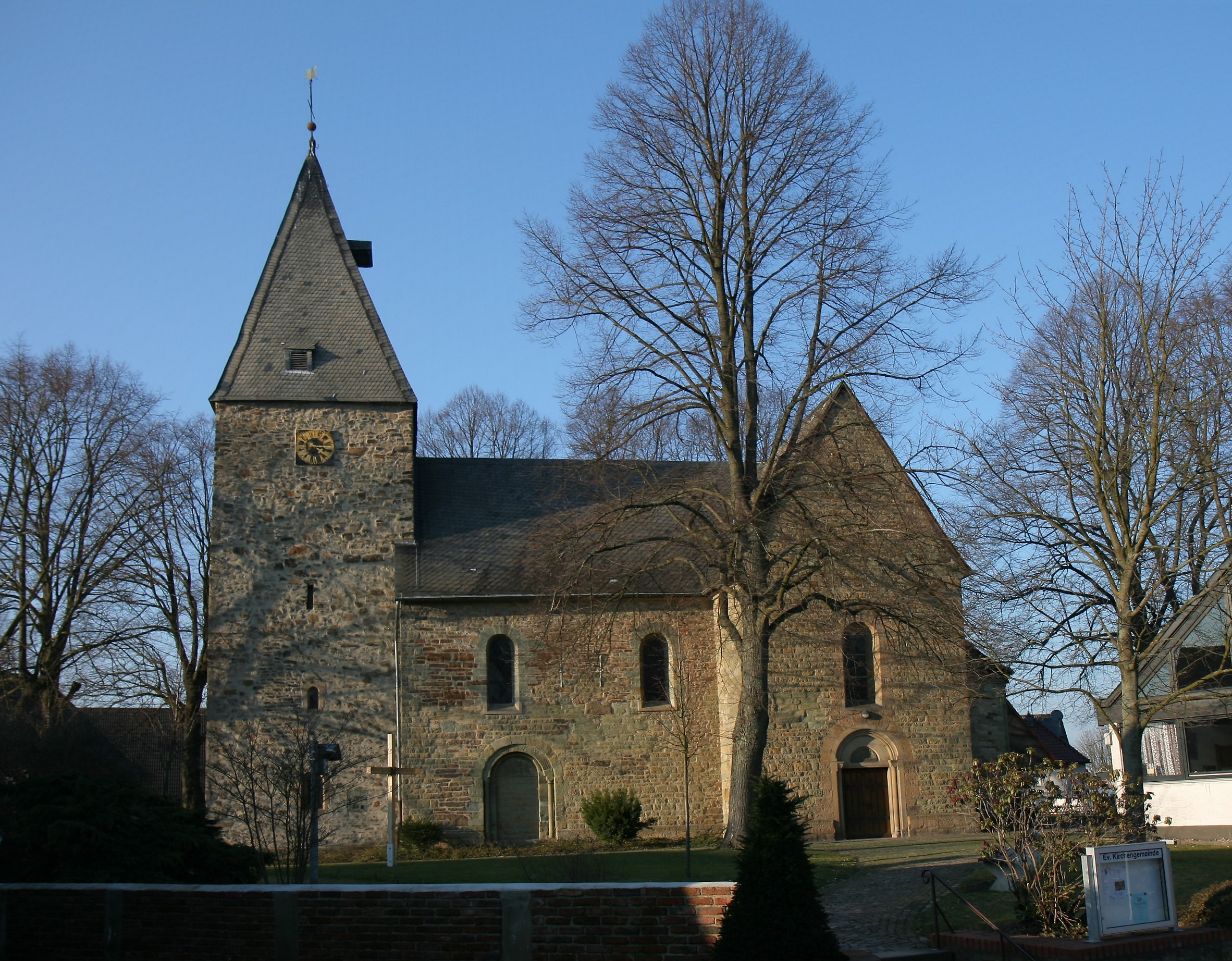
Johanneskirche

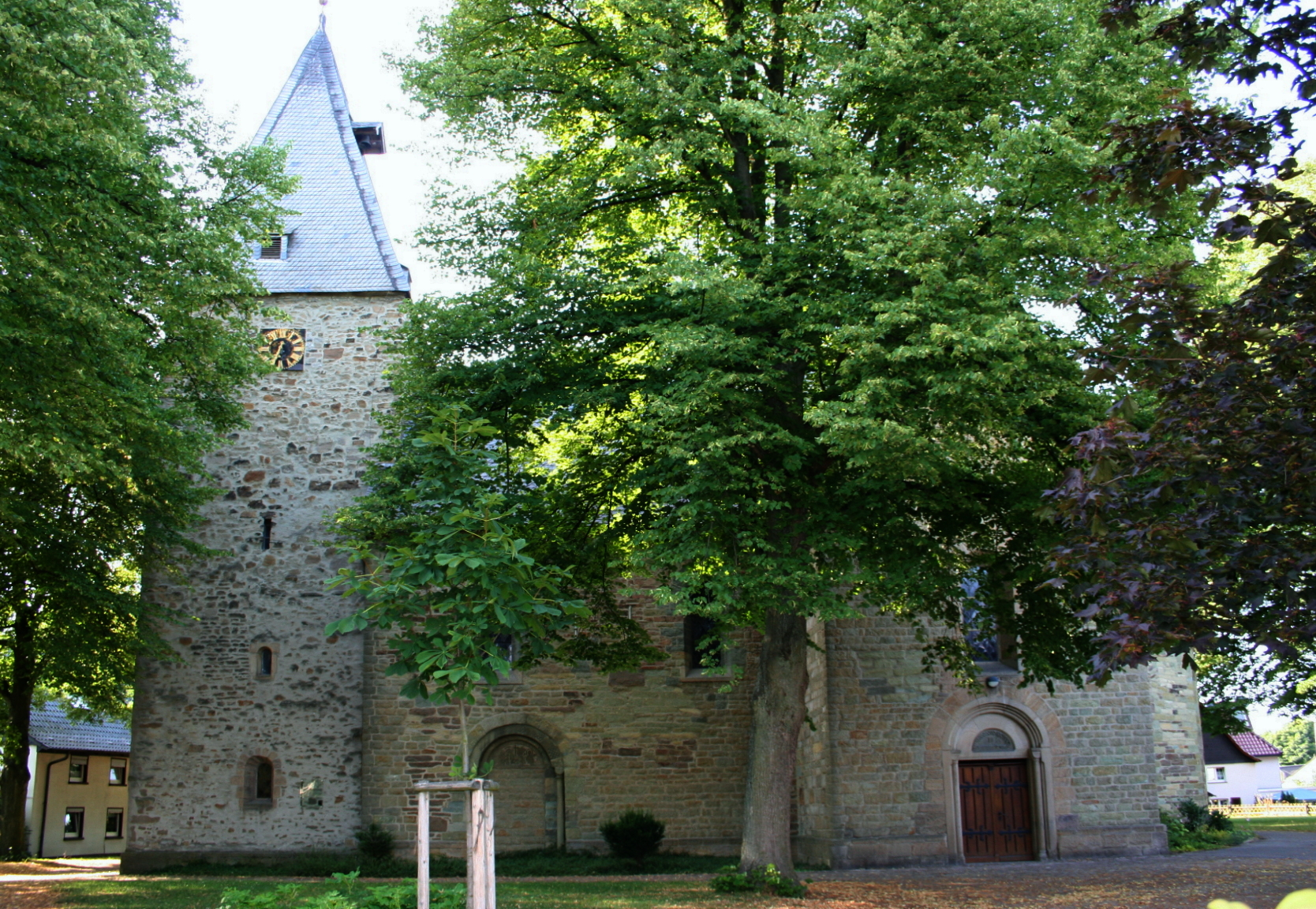
Johanneskirche

Die evangelische Johanneskirche ist ein denkmalgeschütztes Kirchengebäude in Hennen, einem  Stadtteil von Iserlohn im märkischen Kreis (Nordrhein-Westfalen).

## Geschichte und Architektur
Das Gebäude wurde um 1200 als kleiner Saalbau in Kreuzform mit einem Chor gebaut. Der Westturm wurde später aufgemauert. Das Mauerwerk besteht aus mit Grünsandstein durchsetztem grünen Glaukonit. Das Langhaus ist zweijochig gegliedert. Das Querschiff ist mit Kreuzgratgewölben gedeckt. Die außen siebenteilige, mit drei Fenstern ausgestattete Chorapsis ist durch ein schmales, tonnengewölbtes Vorchorjoch an das Querschiff angebunden. Der mächtige Baukörper kommt weitgehend ohne Schmuckformen aus. Über den zum Teil vermauerten Portalen der Südseite sind stark verwitterte Tympanonreliefs erhalten. Die Hauptapsis ist außen siebenseitig und innen halbrund, die Wände sind durch drei Fenster gegliedert. Die Apsis ist durch einen breiten Gurtbogen an die Vierung angebunden. Der Innenraum ist durch Ausmalungen belebt. Die Ornamentmalerei in den Gewölben ist aus dem frühen 13. Jahrhundert. Sie wurde 1875 entdeckt und 1954 freigelegt und restauriert.

## Ausstattung
- In den Gewölben wurden an den Wänden Ornamentmalereien des 13. Jahrhunderts in der Art der Soester Schule angebracht.
- Ein Epitaph von 1580 für Heinrich von dem Westhofe[1]
- Zwei weitere kleine Epitaphe sind von 1581 und 1588
- Die große Glocke in fis′ wurde 1705 von B. W. Stule gegossen. 1950 kamen zwei neue Glocken in a′ und h′ hinzu.